# Thomas Sowell
Thomas Sowell, född 30 juni 1930 i Gastonia, North Carolina, är en amerikansk nationalekonom med konservativt liberal inriktning. Han har skrivit ett stort antal böcker, av vilka många behandlar olika aspekter av marknadsekonomi, i flera fall specifikt inriktade på etniska minoriteters villkor, till exempel konsekvenser av bidragssystem och positiv särbehandling. Sowell är numera verksam som senior fellow vid Hoover Institution vid Stanford University och är en av de mest eminenta ekonomerna i USA.

## Biografi
Thomas Sowell föddes år 1930 i den amerikanska delstaten North Carolina. Hans far hann dö innan Sowell föddes. I sin barndom flyttade han och hans mors syster (som Sowell själv vid denna tidpunkt trodde var hans mor) till Harlem i New York. Han har beskrivit sin uppväxt i en självbiografi med titeln A Personal Odyssey.
Han har undervisat i nationalekonomi vid Howard University, Cornell University, Brandeis University och UCLA. Sedan år 1980 är Sowell verksam som senior fellow vid Stanforduniversitetets Hoover Institution, där han innehar en tjänst inom offentlig policy namngiven efter Rose och Milton Friedman.

## Författarskap
Thomas Sowell har sedan början av 1960-talet i ett stort antal böcker, artiklar och tidningskolumner behandlat frågor inom många olika områden, däribland utbildning, politik, historia och ras. På 50-talet var Sowell marxist, men därefter kom han att motsätta sig denna ideologi, varom han har skrivit en kritisk bok, Marxism: Philosophy and Economics (1986).
Nedan följer mer ingående information om innehållet i några av hans böcker.

### Knowledge and Decisions(1980)
I boken Knowledge and Decisions från 1980 beskrev Sowell hur social och ekonomisk kunskap överförs mellan olika delar av ett samhälle och hur denna överföring påverkar beslutsfattande. Han kritiserade priskontroller såsom hyresreglering, minimilöner, frysning av priser och subventioner från utgångspunkten att dessa rubbar den implicita kunskapsöverföringen mellan konsumenter och producenter som är nödvändig för att optimera de val som står öppna för båda grupperna. Han argumenterade även för att sådant som kan uppfattas som inkompetens eller korruption i organisationer (såväl offentliga som privata) ofta har sin grund i hur rationella människor agerar som svar på de incitament som systemet tillhandahåller.
Sowell ägnade även en del av boken åt att utforska och kritisera vad han uppfattade som framväxten av ett expertvälde inom diverse statliga myndigheter, där ej folkvalda experter ges möjlighet att påverka och sätta upp regler för människors liv men samtidigt är isolerade från dem som får leva med experternas beslut på ett sätt som folkvalda politiker inte kan vara. Hans slutsats i boken var att ekonomiskt beslutsfattande bör vara decentraliserat, så att beslut fattas så nära dem som påverkas av besluten som möjligt, snarare än att dessa beslut fattas av experter på centrala myndigheter.

### A Conflict Of Visions(1987)
I A Conflict of Visions: Ideological Origins of Political Struggles från 1987 argumenterade Sowell för att en stor del av de politiska motsättningar i samhället som återkommer genom historien, och varför samma grupper tenderar att ställa sig på samma sida i till synes icke relaterade frågor, baseras på en grundläggande skillnad i hur man ser på människans natur. Sowell delade grovt upp dessa tanketraditioner i två grupper av sociala "visioner", sätt att se på människans natur: en grupp "constrained visions" (villkorsbundna visioner), som ser den mänskliga naturen som beständig och självcentrerad, och en grupp "unconstrained visions" (ej villkorsbundna visioner), i vilka människans natur anses vara formbar och perfektibel. I Sowells argumentation utgick han ifrån en definition av "vision" som en "föranalytisk kognitiv handling", med vilket han menade vad vi uppfattar eller känner före det att vi har konstruerat något systematiskt resonemang som skulle kunnat kallas en teori.
Sowell skrev:
| ”                                 | In short, the two key criteria for distinguishing constrained and unconstrained visions are (1) the locus of discretion, and (2) the mode of discretion. Social decisions remain social decisions in either vision, but the discretion from which they derive is exercised quite differently. Social decisions are deliberately made by surrogates on explicitly rationalistic grounds, for the common good, in the unconstrained vision. Social decisions evolve systemically from the interactions of individual discretion, exercised for individual benefit, in the constrained vision - serving the common good only as an individually unintended consequence of the characteristics of systemic processes such as a competitive market economy. | „ |
| – A Conflict of Visions, sid. 106 | |   |

Han menade vidare att:
| ”                                 | The best kind of world for man as conceived in one vision is disastrous for man as conceived in the other vision. Believers in the two visions are thus foredoomed to be adversaries on one specific issue after another. | „ |
| – A Conflict of Visions, sid. 107 | |   |

Som framstående företrädare för de villkorsbundna visionerna nämnde Sowell bl.a. Adam Smith, Alexander Hamilton, Edmund Burke, Thomas Robert Malthus, Thomas Hobbes, Friedrich von Hayek, Oliver Wendell Holmes, Jr. och Milton Friedman, medan de villkorslösa visionerna bl.a. ansågs företrädas av William Godwin, Marquis de Condorcet, Thomas Paine, Thomas Jefferson, Jean-Jacques Rousseau, Baron d'Holbach, Harold Laski, Maximilien de Robespierre, Henri de Saint-Simon, Robert Owen, George Bernard Shaw, Thorstein Veblen, John Kenneth Galbraith, Ronald Dworkin och Earl Warren. Sowell ansåg att varken John Stuart Mill eller Karl Marx passar in i denna uppdelning, av mycket olika skäl, medan andra tänkare ansågs ha intagit en mellanposition eller konverterat från den ena visionen till den andra. Marxismen utgör enligt Sowell en speciell hybrid – en villkorsbunden vision med avseende på det förgångna och en ej villkorsbunden vision med avseende på en stor del av framtiden.